# Palaua (animal)
Palaua es un género de pequeñísimos caracoles endémicos del archipiélago oceánico de Palaos. Son caracoles pulmonados de la familia Euconulidae, conocidos como «caracoles colmena».
Fue descrito por Baker en 1941 y en la actualidad en él se incluyen 6 especies, todas ellas con un estatus de conservación y un conocimiento general de su biología muy desconocido:
- P. babelthuapi
- P. margaritacea
- P. minor
- P. ngarduaisi
- P. straminea
- P. wilsoni